# Rajd Manx International 1986
Rajd Tudor Webasto Manx International 1986 (24. Tudor Webasto Manx International Rally) – 24. edycja rajdu samochodowego Rajd Manx rozgrywanego w Wielkiej Brytanii. Rozgrywany był od 11 do 13 września 1986 roku. Była to trzydziesta dziewiąta runda Rajdowych Mistrzostw Europy w roku 1986 (rajd miał najwyższy współczynnik - 4) oraz szósta runda Rajdowych Mistrzostw Wielkiej Brytanii. Składał się z 30 odcinków specjalnych.

## Klasyfikacja rajdu
| Miejsce                                                    | Kierowca                                                   | Pilot                                                      | Samochód                                                   | Czas                                                       | Strata                                                     |                                                            |
| Klasyfikacja generalna, ERC i mistrzostw Wielkiej Brytanii | Klasyfikacja generalna, ERC i mistrzostw Wielkiej Brytanii | Klasyfikacja generalna, ERC i mistrzostw Wielkiej Brytanii | Klasyfikacja generalna, ERC i mistrzostw Wielkiej Brytanii | Klasyfikacja generalna, ERC i mistrzostw Wielkiej Brytanii | Klasyfikacja generalna, ERC i mistrzostw Wielkiej Brytanii | Klasyfikacja generalna, ERC i mistrzostw Wielkiej Brytanii |
| ---------------------------------------------------------- | ---------------------------------------------------------- | ---------------------------------------------------------- | ---------------------------------------------------------- | ---------------------------------------------------------- | ---------------------------------------------------------- | ---------------------------------------------------------- |
| 1.                                                         | Tony Pond                                                  | Rob Arthur                                                 | MG Metro 6R4                                               | 3:18:01                                                    | 0.0                                                        |                                                            |
| 2.                                                         | David Llewellin                                            | Phil Short                                                 | MG Metro 6R4                                               | 3:20:31                                                    | +2:30                                                      |                                                            |
| 3.                                                         | Mark Lovell                                                | Roger Freeman                                              | Ford RS200                                                 | 3:21:28                                                    | +3:27                                                      |                                                            |
| 4.                                                         | Mikael Sundström                                           | Voitto Silander                                            | Peugeot 205 Turbo 16                                       | 3:24:15                                                    | +6:14                                                      |                                                            |
| 5.                                                         | Russell Brookes                                            | Mike Broad                                                 | Opel Manta 400                                             | 3:24:43                                                    | +6:42                                                      |                                                            |
| 6.                                                         | Austin MacHale                                             | Christy Farrell                                            | Opel Manta 400                                             | 3:30:13                                                    | +12:12                                                     |                                                            |
| 7.                                                         | Cyril Bolton                                               | Derek Ervine                                               | MG Metro 6R4                                               | 3:31:07                                                    | +13:06                                                     |                                                            |
| 8.                                                         | Simon Davison                                              | Bobby Willis                                               | Nissan 240RS                                               | 3:41:50                                                    | +23:49                                                     |                                                            |
| 9.                                                         | John Price                                                 | Derrick Davies                                             | Renault 5 Turbo                                            | 3:46:56                                                    | +28:55                                                     |                                                            |
| 10.                                                        | Jeremy Charles Barnes                                      | Andrew Lees                                                | Talbot Sunbeam Lotus                                       | 3:50:51                                                    | +32:50                                                     |                                                            |